# Schultesianthus venosus
Schultesianthus venosus là loài thực vật có hoa trong họ Cà. Loài này được (Standl. & C.V. Morton) S. Knapp miêu tả khoa học đầu tiên năm 1995.